# Winds of Change (album de Jefferson Starship)
Pour les articles homonymes, voir Wind of Change.
Albums de Jefferson Starship
Modern Times
(1981) Nuclear Furniture
(1984)
Winds of Change est un album de Jefferson Starship sorti en 1982.

## Titres
| 1. | Winds of Change  | Jeannette Sears                       | Pete Sears | 3:52 |
| 2. | Keep on Dreamin' | Craig Chaquico                        | Chaquico   | 5:00 |
| 3. | Be My Lady       | J. Sears                              | P. Sears   | 3:50 |
| 4. | I Will Stay      | J. Sears                              | P. Sears   | 2:53 |
| 5. | Out of Control   | Paul Kantner, China Wing, Grace Slick | Kantner    | 2:53 |

| 6. | Can't Find Love                         | Slick, Monica Clemans, Mickey Thomas, Chaquico | Chaquico | 4:48 |
| 7. | Black Widow                             | Chaquico, Slick                                | Chaquico | 4:59 |
| 8. | I Came Back From the Jaws of the Dragon | Kantner                                        | Kantner  | 5:57 |
| 9. | Quit Wasting Time                       | J. Sears                                       | P. Sears | 5:01 |

## Musiciens
- Paul Kantner : chant, guitare rythmique
- Craig Chaquico : guitares
- David Freiberg : basse, claviers, chant
- Pete Sears : basse, claviers
- Mickey Thomas : chant
- Aynsley Dunbar : batterie, percussions
- Grace Slick : chant